# Yulianna Avdeeva

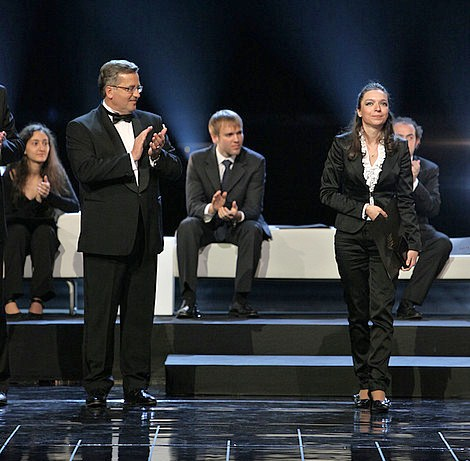
Yulianna Avdeeva recebendo o primeiro prêmio no Concurso Chopin em 2010 com o presidente polonês Bronisław Komorowski à sua esquerda

Yulianna Avdeeva (em russo:  Юлианна Авдеева, nascida em 3 de julho de 1985 em Moscou) é uma pianista russa.
Avdeeva iniciou as aulas de piano aos cinco anos, estudando na Gnessin Special School of Music em Moscou e graduando-se na Hochschule der Künste em Zurique. Depois de sua graduação, tornou-se assistente de seu professor, Konstantin Scherbakov. Desde 2008 Avdeeva estuda na International Piano Academy Lake Como. Ganhou fama internacional ao vencer o primeiro prêmio da 16a edição do Concurso Chopin em Varsóvia.

## Premiações
- 2006 - 61.º Concurso Internacional de Música de Genebra (Genebra) - 2.º prêmio
- 2007 - 7th International Ignacy Jan Paderewski Piano Competition (Bydgoszcz) - 2.º prêmio.
- 2010 - Concurso Internacional de Piano Frédéric Chopin (Varsóvia) - 1.º prêmio e melhor performance de uma sonata.